# Farnham (Nova York)
Farnham és una població dels Estats Units a l'estat de Nova York. Segons el cens del 2000 tenia 322 habitants.

## Demografia
Segons el cens del 2000, Farnham tenia 322 habitants, 113 habitatges, i 87 famílies. La densitat de població era de 102,7 habitants/km².
Dels 113 habitatges en un 38,1% hi vivien nens de menys de 18 anys, en un 55,8% hi vivien parelles casades, en un 15,9% dones solteres, i en un 23% no eren unitats familiars. En el 20,4% dels habitatges hi vivien persones soles el 10,6% de les quals corresponia a persones de 65 anys o més que vivien soles. El nombre mitjà de persones vivint en cada habitatge era de 2,84 i el nombre mitjà de persones que vivien en cada família era de 3,28.
Per edats la població es repartia de la següent manera: un 28,6% tenia menys de 18 anys, un 9,6% entre 18 i 24, un 26,1% entre 25 i 44, un 22% de 45 a 60 i un 13,7% 65 anys o més.
L'edat mediana era de 36 anys. Per cada 100 dones de 18 o més anys hi havia 90,1 homes.
La renda mediana per habitatge era de 35.000 $ i la renda mediana per família de 37.000 $. Els homes tenien una renda mediana de 31.000 $ mentre que les dones 25.208 $. La renda per capita de la població era de 14.386 $. Entorn del 7% de les famílies i el 7,7% de la població estaven per davall del llindar de pobresa.